# Anne-Marie Van Nuffel
Anne-Marie Van Nuffel (* 22. Mai 1956 in Aalst) ist eine ehemalige belgische Leichtathletin, die im Mittelstreckenlauf antritt und sich auf die 800-Meter-Distanz spezialisiert hat. Ihren größten Erfolg feierte sie mit dem Vizehalleneuropameistertitel über 800 Meter 1980 in Sindelfingen.

## Sportliche Laufbahn
Erste internationale Erfahrungen sammelte Anne-Marie Van Nuffel vermutlich im Jahr 1973, als sie bei den Junioreneuropameisterschaften in Duisburg mit 2:08,81 min im Halbfinale über 800 Meter ausschied. Im Jahr darauf schied sie bei den Europameisterschaften in Rom mit 2:04,1 min ebenfalls im Semifinale aus und 1975 kam sie bei den Halleneuropameisterschaften in Katowice mit 2:12,8 min nicht über den Vorlauf hinaus. 1976 nahm sie erstmals an den Olympischen Sommerspielen in Montreal teil und schied dort mit 2:04,09 min in der ersten Runde über 800 Meter aus und kam mit der belgischen 4-mal-400-Meter-Staffel mit 3:32,87 min nicht über den Vorlauf hinaus. Im Jahr darauf schied sie bei den Halleneuropameisterschaften in Donostia / San Sebastián mit 2:05,0 min im Vorlauf über 800 Meter aus und 1978 belegte sie bei den Halleneuropameisterschaften in Mailand in 2:03,8 min den vierten Platz. Im August schied sie bei den Freiluft-Europameisterschaften in Prag mit 2:06,2 min im Halbfinale über 800 Meter aus und kam mit der Staffel mit 3:33,4 min nicht über den Vorlauf hinaus. 1979 belegte sie bei den Halleneuropameisterschaften in Wien in 2:05,3 min den fünften Platz über 800 Meter und im Jahr darauf gewann sie bei den Halleneuropameisterschaften in Sindelfingen in 2:00,9 min die Silbermedaille hinter der Polin Jolanta Januchta. Zudem nahm sie im selben Jahr erneut an den Olympischen Sommerspielen in Moskau teil und schied dort mit 2:01,99 min im Semifinale aus. 1981 belegte sie bei den Halleneuropameisterschaften in Grenoble in 2:05,37 min den fünften Platz und 1983 wurde sie bei den Halleneuropameisterschaften in Budapest in 4:20,73 min Fünfte im 1500-Meter-Lauf. Im Jahr darauf beendete sie dann ihre aktive sportliche Karriere im Alter von 28 Jahren.
In den Jahren 1973 und 1974 sowie 1978, 1979 und 1982 wurde Van Nuffel belgische Meisterin im 800-Meter-Lauf im Freien sowie von 1978 bis 1980 auch über 1500 Meter.

## Persönliche Bestleistungen
- 800 Meter: 2:00,02 min, 24. Juli 1980 in Moskau
  - 800 Meter (Halle): 2:00,9 min, 2. März 1980 in Sindelfingen
- 1000 Meter: 2:36,76 min, 17. August 1979 in Berlin
- 1500 Meter: 4:09,18 min, 5. August 1980 in Rom